# Легионът край границата (филм)
Легионът край границата е името на два филма в жанр уестърн, базирани на едноименната книга от 1916 на Зейн Грей. Първият е създаден през 1924 и е режисиран от Уилям К. Хауърд, а вторият - през 1930 с режисура на Ото Брауър и Едуин Кнопф.